# Amata endocrocis
Amata endocrocis är en fjärilsart som beskrevs av George Francis Hampson. Amata endocrocis ingår i släktet Amata och familjen björnspinnare. Inga underarter finns listade i Catalogue of Life.